# 恋するハリウッド日記
『恋するハリウッド日記 〜ジジは幸せアン・ハッピー〜』（原題：G-Spot） はカナダのテレビドラマ。
カナダ生まれの女優ジジがおかしな仲間とともにハリウッドで珍騒動を巻き起こす様を描いたシチュエーション・コメディである。

## 概説
日本ではFOXチャンネルにより『G-SPOT ～彼女たちの好きなこと』のタイトルで放送されたシチュエーション・コメディ。主人公であるジジはブリジット・バーコ本人の分身的なキャラクターでありストーリーもブリジット・バーコの実生活に元づいて制作されたとしている。ブリジットの役者として不遇だった時期のことや若い頃に受けた屈辱的なオーディションのことなども紹介されており、ブリジットはジジを自分の分身としており、知名度が低いことを気にしているようでさらに、今までの映画出演で演技力よりも自分の裸が優先されたことに対しての不満的な面もジジを通して描かれている。ブリジット本人が制作総指揮と企画を担当したがやはりブリジットが演じているだけありジジは幸せとはいえない女優である。

## ストーリー
ジジは若い頃はハリウッドで活躍していた女優であるが、現在は鳴かず、飛ばずに落ちぶれており現在の仕事といえば深夜のB級映画ばかり。最愛の母を亡くし、父親のいる故郷カナダに一時帰国していたが、30歳を過ぎた時なにかが違うと感じ始め、新たなる志を胸にハリウッドに戻り新生活を始める。そんな新生活で友人のロキシーやステラや知人のジェイクらを巻き込んでのドタバタコメディが始まった。そして、元恋人のリック、ジョージ・クルーニー、ジジに横恋慕する近くに住む男、さらには幽霊や宇宙人もどきが加わってのジジを巡っての争奪戦も行われる。

## スタッフ
- 製作総指揮：ブリジット・バーコ
- 製作：ジュリア・ローゼンバーグ
- 企画：ブリジット・バーコ

## キャスト
ジジ
演：ブリジット・バーコ/吹き替え：石塚理恵
ブリジットの分身とも言うべき存在で盛りを過ぎた女優。最愛の母親を亡くし、親は父親のみとなっている。一時、故郷カナダに帰国し、女優としてなにかが違うと気づく。現役ながら忘れられた存在で最終回で大ブレイクする。性格は少々エロティックで子供好きであり子供を欲しがっている。
ロキシー
演：キンバリー・ヒューイ/吹き替え：重松朋
ジジの親友。女性になることを夢見る元夫がいる。登場人物のなかではまともなキャラだがオナニーが趣味。
サーシャ
演：ハンナ・ロックナー/吹き替え：桑島三幸
ロキシーの娘。黒人家庭に育ちながら自分を白人と信じている。プリンストン大学に進学したあとはゴスにはまり母親をあわてさせる。
実の父親に女装趣味があると知り一時期荒れる。
ステラ
演：ヘザー・ハンソン/吹き替え：日野由利加
ジジの親友。
ジジと同じ女優だが目下失業中。最終回で女優を廃業する。
世話好きだが頓珍漢。女優時代は彼女自身と自分のエージェントの一人二役を演じていた。
リック・ラドクリフ
演：イアン・アルデン/吹き替え：渋谷茂
ジジの親友。イケメン俳優だが同性愛者。マッチョな恋人がいる。
フランチェスカ
演：クリスティン・レーマン/吹き替え：井上彩名
衣装デザイナー。エミー賞の受賞経験がある凄腕だが、麻薬におぼれ気味。尻フェチの恋人がいる。
ペイン
演：アダム・ラザール・ホワイト
ジジの元彼氏。無類の女好き。
ポール
演：セバスチャン・スペンス
ジョージ・クルーニー
演：ジョージ・クルーニー
ゲスト。ジジとデートしたが、ジジはクルーニーの電話番号を聞くのを忘れていた。

## エピソード一覧

### シーズン1
1. バレンタインの憂鬱
2. 新しい恋を見つける方法
3. 悲しき受賞シーズン
4. 主演女優もラクじゃない!?
5. 出会い系サイトにご用心
6. G・クルーニーとのデート
7. ストーカーに首ったけ
8. 私ってセックス依存症?

### シーズン2
1. 憧れのエリザベス・テイラー
2. 見えない恋の行方
3. リックはスーパーヒーロー
4. 幽霊との極上セックス
5. 水中デートの悲劇
6. 恋愛運はジェットコースター
7. ジジの子育て大作戦
8. ハリウッドの夢よ永遠に